# Rafael Amundarain
Rafael Francisco Amundarain (Junín, 24 de julio de 1911 - Adrogué, 31 de marzo de 2009) fue un abogado y economista argentino, que ejerció el cargo de Ministro de Industria y Comercio de la Nación durante la presidencia de Juan Domingo Perón.
Fue jefe de la Dirección General Impositiva en Ayacucho, Junín y Avellaneda; fue subgerente del Banco de la Nación Argentina en 1950, subgerente administrativo del Ministerio de Transporte de la Nación al año siguiente. El 4 de junio de 1952 asumió como Ministro de Industria de la Nación, y también de presidente del directorio de la Dirección Nacional de Energía. Ese año la participación de la industria manufacturera en el Producto Bruto Interno (PBI) superaba por primera vez en la historia argentina a la del sector agropecuario. Llevó a cabo una política de preservación de una estrategia de industrialización, con pieza fundamental de la política económica peronista. Durante su gestión se dio un giro hacia un IAPI pro agrario y un cambio en la política crediticia agraria, ofreciendo al campo los insumos y los bienes de capital necesarios para incrementar su productividad y por lo tanto su volumen de producción, con el fin de incentivar las exportaciones agropecuarias. Bajo una política gradual que se autoimpuso el gobierno hasta el plan de estabilización de 1952 donde el agro ejerció un papel preponderante.
Cuando Juan Duarte se suicidó, fue Amundarain quien descubrió el cadáver.
Renunció a su cargo en julio de 1954 y residió desde entonces en Adrogué, en el Gran Buenos Aires. Falleció en esa localidad el 31 de marzo de 2009.